# P 10 IF
P 10 IF är en idrottsförening som tidigare var knuten till Södermanlands regemente (P 10) i Strängnäs. Idag är klubben fristående och sysslar med orienteringsskytte, och har genom åren haft stora framgångar inom denna sport.